# NGC 1610
NGC 1610 је ознака објекта на координатама са ректансцензијом 4h 32m 44,7s и деклинацијом - 4° 34" 55'. Открио га је Френсис Ливенворт, 1886. Каснијим посматрањима на том положају није уочен никакав астрономски објекат.